# 卡米諾 (加利福尼亞州)
卡米諾（英語：Camino）是位於美國加利福尼亞州埃爾多拉多縣的一個人口普查指定地區。

## 地理
卡米諾的座標為38°44′18″N 120°40′30″W / 38.73833°N 120.67500°W，而該地最高點為海拔高度955米（即3133英尺）。

## 人口
根據2010年美國人口普查的數據，卡米諾的面積為5.828平方千米，當中陸地面積為5.828平方千米，而水域面積為0.000平方千米。當地共有人口1750人，而人口密度為每平方千米300人。